# Anundsjö
Anundsjö est une paroisse du nord-est de la Suède, située dans le comté de Västernorrland, sur le territoire de la commune d'Örnsköldsvik.

## Démographie
| Année      | 1874  | 1902  | 2006  |
| ---------- | ----- | ----- | ----- |
| Population | 3 950 | 6 956 | 4 100 |

## Lieux et monuments
- Église construite en 1457

## Personnages célèbres
- Peter Artedi (1705-1735): naturaliste suédois, né à Anundsjö le 27 février 1705 du calendrier suédois de l'époque, c'est-à-dire le 10 mars 1705 du calendrier grégorien